# Passiflora bogotensis
Passiflora bogotensis là một loài thực vật có hoa trong họ Lạc tiên. Loài này được Benth. mô tả khoa học đầu tiên năm 1845.